# Magyar király

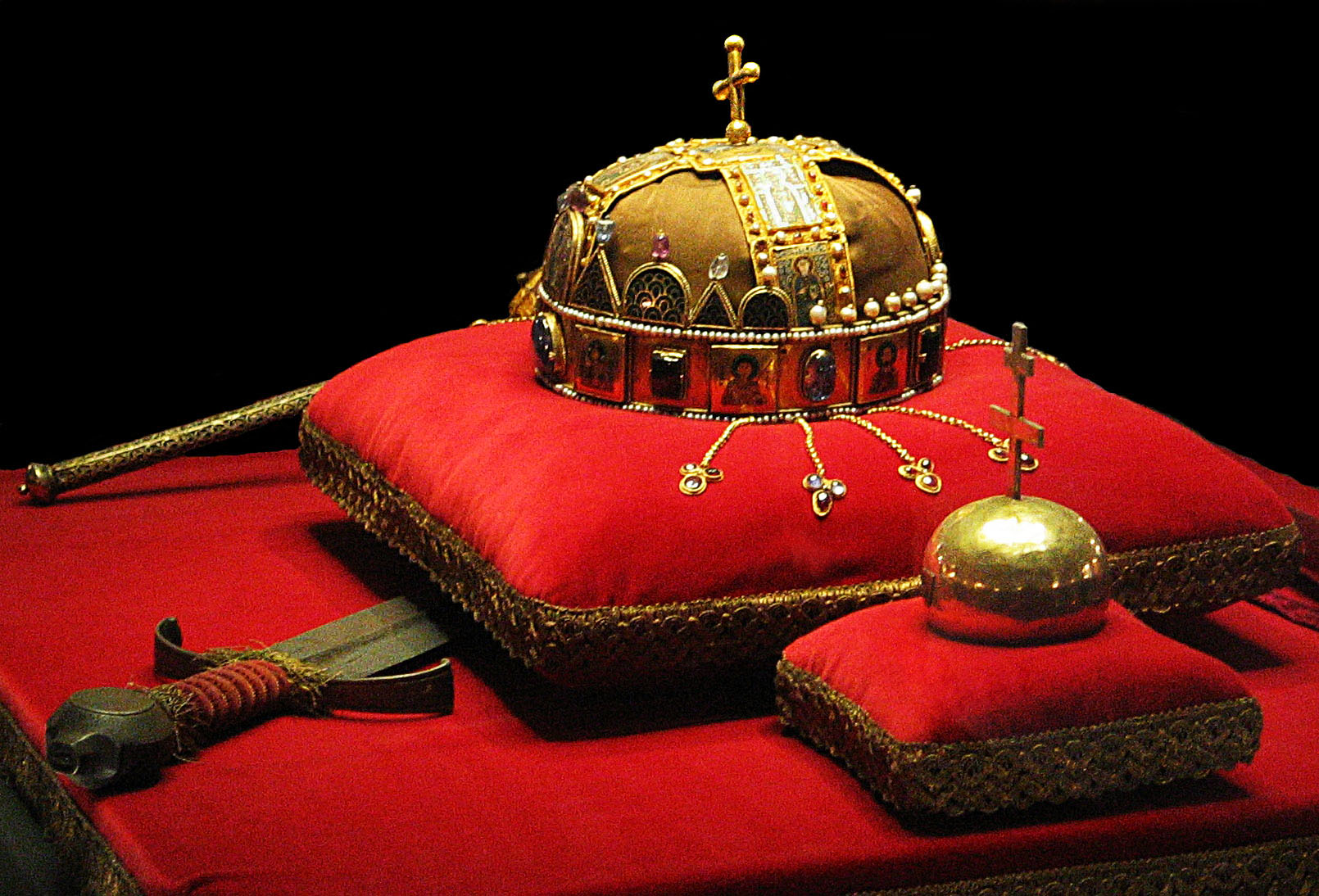
Magyarország koronaékszerei

Magyarország királya (teljes nevén Magyarország apostoli királya) a Magyar Királyság uralkodó államfőjének címe volt 1000 és 1918 között. Az apostoli király címet XIII. Kelemen pápa hagyta jóvá 1758-ban, és ezt követően Magyarország valamennyi uralkodója használta. Összesen 53 magyar király uralkodott, csaknem 1000 éven át I. Szent Istvántól kezdve IV. Károly királyig, amikor is az Országgyűlés negyedjére is kimondta a Habsburg-ház trónfosztását. Így 1920-ban, a monarchia visszaállításakor a királyt a kormányzó váltotta fel, amely tisztség a magyar történelemben megegyezett a régenssel.

## A cím megalapítása
1000 előtt Magyarországot nem ismerték el királyságként, és Magyarország vezetőjét nagyfejedelmének nevezték. Magyarország első királyát, I. Istvánt 1000. december 25-én koronázták meg II. Szilveszter pápa által küldött koronával és III. Ottó római császár beleegyezésével.
I. István király megkoronázását követően Magyarország és az Árpád-ház összes uralkodója a „király” címet viselte. Magyarországnak azonban nem minden uralkodója volt király – például Bocskai István és II. Rákóczi Ferenc erdélyi fejedelmeket „Magyarország vezérlő fejedelemének” kiáltották ki. Magyarországnak voltak kormányzói is. Ez a cím megegyezett a régensi jogkörrel.

### A koronázás törvényes követelményei
A 13. századtól megkezdődött a király legitimitásának megerősítése. Senki sem válhatott Magyarország törvényes királyává az alábbi kritériumok teljesítése nélkül:
- az esztergomi érsek általi koronázás
- a Magyar Szent Koronával
- a székesfehérvári bazilikában

Ez a királyság integritásának bizonyos szintű védelmét jelentette. Például a Magyar Szent Korona ellopása már nem volt elég ahhoz, hogy törvényes király legyen.
Az első követelményt (az esztergomi érsek koronázása) III. Béla erősítette meg, akit III. Sándor pápa külön felhatalmazása alapján Berthold kalocsai érsek koronázott meg. Koronázása után kijelentette, hogy ez a koronázás nem érinti az esztergomi érsek szokásos királyi koronázási igényét. 1211-ben III. Ince pápa megtagadta János esztergomi érsek és Berthold kalocsai érsek egyetértését a követelés átruházásáról, és kijelentette, hogy a magyar király megkoronázására csak az esztergomi érsek jogosult.
I. Károly magyar királyt 1301 májusában Esztergomban koronázta meg ideiglenes koronával a város érseke; ez vezetett második koronázásához, 1309 júniusában. Ekkor még nem használták a Szent Koronát. Budán az esztergomi érsek koronázta meg. Utolsó, harmadik koronázása 1310-ben volt Székesfehérváron a Szent Koronával, az esztergomi érsek által. Akkor a király koronázását teljesen jogosnak tekintették.
1439-ben Luxemburgi Erzsébet régenskirályné megparancsolta egyik szolgálólányának, hogy lopja el a Szent Koronát a visegrádi palotából, majd előrehozatta újszülött fia, V. László megkoronázását, amelyet Székesfehérváron törvényesen végrehajtott az esztergomi érsek.
Hasonló helyzet történt Hunyadi Mátyással is, amikor a III. Frigyes római császár birtokában lévő Szent Korona visszaadásáról tárgyalt. Visszaadása után Mátyást jogosan koronázták meg.

### A trón öröklése

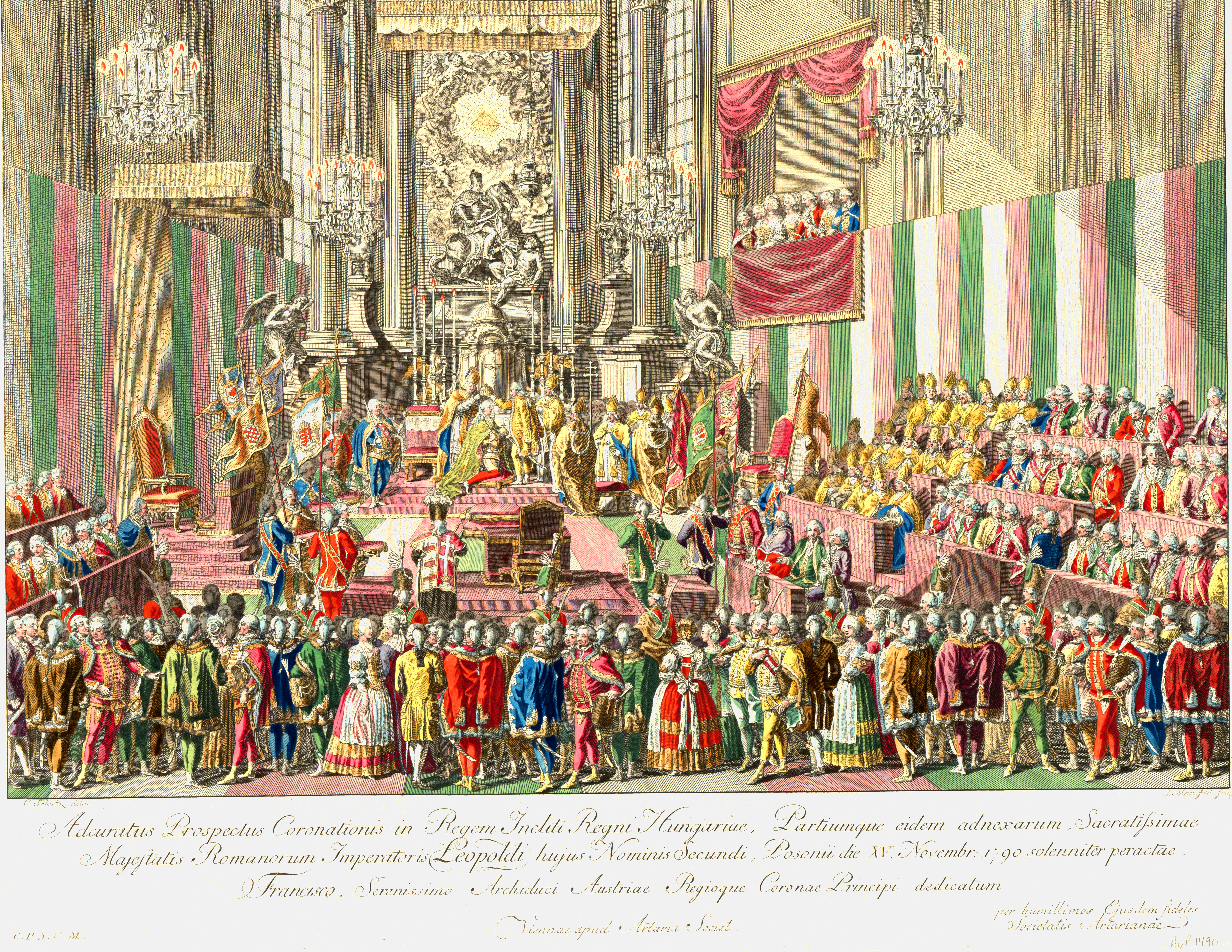
II. Lipót koronázása 1790-ben a pozsonyi Szent Márton-székesegyházban, az 1563 és 1830 közötti magyar koronázások helyszínén.

Mint minden hagyományos monarchiában, Magyarországon is a férfi ágú örökösödésű volt a trón. Ez a jog a magyar hagyományok szerint általában az öccsekre, majd az előző király fiára szállt át, ami nemegyszer családi vitákat váltott ki. Az első magyar királyi ház alapítója Árpád volt, aki 895-ben vezette be népét a Kárpát-medencébe. Több mint 400 évig uralkodó leszármazottai közé tartozott I. Szent István, I. Szent László, II. András és IV. Béla is. 1301-ben kihalt az Árpád-ház utolsó férfi tagja, III. András. Végül I. Károlyt koronázták meg, aki nagyanyja, Mária  nevében követelte a trónt. Mária, Nagy Lajos király lányának 1395-ben bekövetkezett halálával a közvetlen vonal ismét megszakadt, és Mária férje, Zsigmond uralkodott tovább, miután a királyság nemessége a Szent Korona nevében megválasztotta.
Később Hunyadi Mátyást a királyság főnemesei választották meg, ő volt az első magyar uralkodó, aki főúri családból származott, nem pedig királyi családból. Ugyanez történt évtizedekkel később Szapolyai Jánossal is, akit 1526-ban, II. Lajos mohácsi csatában bekövetkezett halála után választottak meg.
Ezt követően a Habsburg-ház örökölte a trónt és csaknem 400 évig uralta Magyarországot 1918-ig.

## A magyar király által használt egyéb címek
A magyar királyok az évszázadok során több szomszédos ország koronáját is megszerezték vagy magukévá tették, és elkezdték használni az ezekhez az országokhoz kapcsolódó királyi címeket. Az utolsó királyok idejében pontos stílusuk a következő volt: „Isten kegyelméből Magyarország, Dalmácia, Horvátország, Szlavónia, Ráma, Szerbia, Galícia, Lodomeria, Kumánia és Bulgária apostoli királya, Erdély nagyfejedelme, székely ispán".
Az "apostoli király" címet XIII. Kelemen pápa hagyta jóvá 1758-ban, és ezt követően Magyarország összes királya használta.
A "szlavón király" cím a Dráva és a Száva folyók közötti területekre utalt. Ezt a címet először I. László használta, valamint ő volt az is, aki 1091-ben felvette a „Horvátország királya” címet. Kálmán 1105-ben vette fel a „Dalmácia királya” címet.
A Bosznia iránti igényre utaló „Ráma királya” címet először II. Béla használta 1136-ban. Imre király vette fel a „szerb király" címet. A "Galícia királya" kifejezést a Halics feletti fennhatóság jelzésére használták, míg a "Lodomeria királya" cím Volhíniára utalt; mindkét címet II. András vette át 1205-ben. IV. Béla 1233-ban kezdte használni a kunok királya címet, amely az akkori kunok által betelepített területek (azaz Havasalföld és Moldva) uralmát fejezte ki. A " bolgár király" kifejezést V. István adta hozzá a királyi címeihez.
Erdély eredetileg a Magyar Királyság része volt, amit  a vajda irányított. 1526 után az Oszmán Birodalom, majd a Habsburg Birodalom félig független vazallusa lett. 1696-ban II. Apafi Mihály fejedelem halála után, I. Lipót felvette az „Erdély fejedelme” címet. 1765-ben Mária Terézia Erdélyt nagyfejedelemséggé emelte.
A székely ispán cím eredetileg a Magyar Királyság egyik főméltósága volt, de a címet később az erdélyi fejedelmek használták. A címet Mária Terézia uralkodása alatt elevenítették fel.

### Lista
|     | Titulus                      | Az első magyar uralkodó ebben a titulusban |
| --- | ---------------------------- | ------------------------------------------ |
| 1.  | Magyarország királya         | I. Szent István király                     |
| 2.  | Horvátország királya         | I. Kálmán király                           |
| 3.  | Szlavónia királya            | I. Szent László király                     |
| 4.  | Szerbia királya              | I. Imre király                             |
| 5.  | Halics fejedelme             | II. András király                          |
| 6.  | Bulgária királya             | V. István király                           |
| 7.  | Kunország királya            | IV. Béla király                            |
| 8.  | Lodomeria és Galícia királya | I. Károly király                           |
| 9.  | Ráma királya                 | II. Béla                                   |
| 10. | Dalmácia királya             | I. Kálmán király                           |
| 11. | Jeruzsálem királya           | II. András király                          |
| 12. | Székelyek ispánja            | I. Szent István király                     |
| 13. | Volhínia hercege             | András magyar királyi herceg               |

## Uralkodási idő
|         | Portré | Uralkodó (Életterminusa)                                                           | Uralkodása         | Uralkodása           | Uralkodási idő   |
| Kezdete | Portré | Uralkodó (Életterminusa)                                                           | Vége               |                      | Uralkodási idő   |
| ------- | ------ | ---------------------------------------------------------------------------------- | ------------------ | -------------------- | ---------------- |
| 1       |        | ő császári és királyi apostoli felsége I. Ferenc József császár–király (1830–1916) | 1848. december 2.  | 1916. november 21.   | 67 év és 355 nap |
| 2       |        | ő királyi felsége Zsigmond király (1368–1437)                                      | 1387. március 31.  | 1437. december 9.    | 50 év és 253 nap |
| 3       |        | ő királyi felsége I. Lipót király (1640–1705)                                      | 1657. április 2.   | 1705. május 5.       | 48 év és 33 nap  |
| 4       |        | ő apostoli királyi felsége I. Ferenc király (1768–1835)                            | 1792. március 1.   | 1835. március 2.     | 43 év és 1 nap   |
| 5       |        | ő királyi felsége I. (Nagy) Lajos király (1326–1382)                               | 1342. július 21.   | 1382. szeptember 10. | 40 év és 51 nap  |
| 6       |        | ő apostoli királyi felsége Mária Terézia királynő (1717–1780)                      | 1740. október 20.  | 1780. november 29.   | 40 év és 40 nap  |
| 7       |        | ő királyi felsége I. (Szent) István király (969–1038)                              | 1000. december 25. | 1038. augusztus 15.  | 37 év és 233 nap |
| 8       |        | ő királyi felsége I. Ferdinánd király (1503–1564)                                  | 1526. december 17. | 1564. július 25.     | 37 év és 221 nap |
| 9       |        | ő királyi fensége IV. Béla király (1206–1270)                                      | 1235. október 14.  | 1270. május 3.       | 34 év és 201 nap |
| 10      |        | ő királyi fensége I. (Károly) Róbert király (1288–1342)                            | 1308. november 17. | 1342. július 16.     | 33 év és 241 nap |

## Kapcsolódó lapok
- Az Osztrák–Magyar Monarchia uralkodója
- Magyar Nagyfejedelem
- Szent István Koronájának Országai
- Magyarország uralkodóinak listája

## Fordítás
Ez a szócikk részben vagy egészben  a   King of Hungary című angol Wikipédia-szócikk fordításán alapul.  Az eredeti cikk szerkesztőit annak laptörténete sorolja fel. Ez a jelzés csupán a megfogalmazás eredetét és a szerzői jogokat jelzi, nem szolgál a cikkben szereplő információk forrásmegjelöléseként.